# Municipio de Freeborn (Minnesota)
El municipio de Freeborn (en inglés: Freeborn Township) es un municipio ubicado en el condado de Freeborn en el estado estadounidense de Minnesota. En el año 2010 tenía una población de 267 habitantes y una densidad poblacional de 2,86 personas por km².

## Geografía
El municipio de Freeborn se encuentra ubicado en las coordenadas 43°48′21″N 93°35′53″O / 43.80583, -93.59806. Según la Oficina del Censo de los Estados Unidos, el municipio tiene una superficie total de 93.49 km², de la cual 92,18 km² corresponden a tierra firme y (1,4 %) 1,31 km² es agua.

## Demografía
Según el censo de 2010, había 267 personas residiendo en el municipio de Freeborn. La densidad de población era de 2,86 hab./km². De los 267 habitantes, el municipio de Freeborn estaba compuesto por el 98,13 % blancos, el 0,75 % eran asiáticos, el 0,37 % eran de otras razas y el 0,75 % eran de una mezcla de razas. Del total de la población el 0,75 % eran hispanos o latinos de cualquier raza.